# Sari Gelin
Sari Gelin (em azeri:  Sarı Gəlin, سارؽ گلین; em persa: دامن کشان; romaniz.: Dâman Kešân) ou Sari Aghjik (em armênio/arménio:  Սարի աղջիկ, transl. Sāri Āγčīk) é o nome de uma série de canções folclóricas populares entre os povos do Irã, do sul do Cáucaso (mais proeminentemente nos atuais Azerbaijão e Armênia) e no leste da Anatólia, na atual Turquia. Todas as versões da música usam a mesma melodia e são escritas no makam (ou modo) Bayati, mas cantadas com letras diferentes.  O seu país de origem é desconhecido e contestado. 
Sari Gelin pode ser uma noiva loira ou uma menina das montanhas, dependendo da versão. O que há de comum entre as canções é retratarem um rapaz se queixando de uma garota que ama, mas cujo amor não é correspondido. 

## Etimologia
Em armênio, a canção é conhecida como Sari Aghjik, onde a palavra sari (սարի) significa "da montanha",  e "aghjik", com igual número de sílabas, significa "menina".  Juntos eles significam "garota/noiva das montanhas". 
Em azeri e no turco, a canção é conhecida como Sari Gelin, sarı um adjetivo túrquico significando "amarelo". A palavra gelin ou gəlin se refere a alguém que vem para uma família (ou seja, uma noiva). Assim, Sarı Gelin pode significar "noiva/donzela dourada/loira/de pele clara". 

## Versões
Todas as versões de Sari Gelin (ou Sari Aghjik) usam a mesma melodia e são escritas no gênero literário conhecido como Bayati, uma das formas de poesia mais populares em boa parte do Oriente Médio. A poesia Bayati é conhecida por sua prosa reflexiva e introspectiva. Geralmente, a poesia Bayati consiste em versos de sete sílabas escritas em um ritmo simples.  No entanto, existem muitas interpretações líricas diferentes de Sari Gelin entre armênios, azerbaijanos, georgianos, persas e turcos. A música é objeto de polêmica e acusações de plágio entre os países onde é popular. No momento, não há consenso sobre o seu país de origem.

### Sari Aghjikarmênio

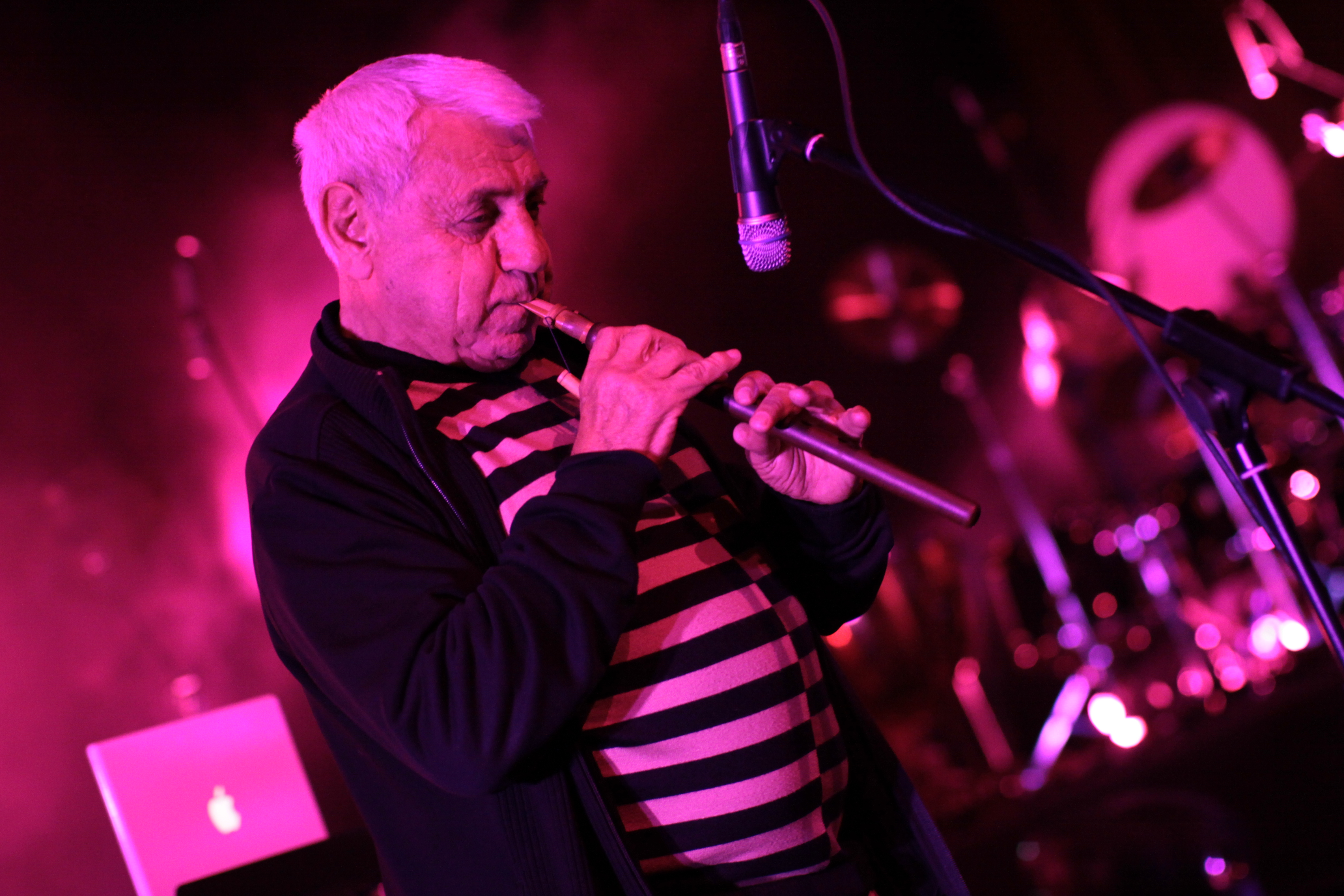
A canção "Sari Aghjik" era comumente interpretada pelo músico armênio indicado aoGrammy, Djivan Gasparyan.

A versão Sari Aghjik (algo como "garota da montanha") usa a mesma melodia com a palavra armênia para menina (aghjik աղջիկ) como na canção Vard Siretsi ("Eu amei uma rosa").   Ambas as versões armênias retratam um menino queixando-se como uma garota cruel o rejeitou.  No armênio Sari Aghjik, a garota escolheu outra pessoa em vez dele. A letra original com uma tradução inglesa é: 
| Վարդ սիրեցի՝ փուշ դառավ, Դլե յաման, (×3), Գնաց, ուրիշին առավ ... Ա՜խ, մերըդ մեռնի, սարի աղջիկ, օ՜յ, օ՜յ, Քարի աղջիկ, օյ, օյ, Քար սիրտ աղջիկ, օյ, օյ, Չար սիրտ աղջիկ: Գնաց, ուրիշին առավ, Դլե յաման, լեյլի յար ջան.            | I loved a rose, it turned to thorns, My heart yaman! (×3) She left and chose someone else, Akh! let your mother die! You mountain girl, oy oy you stone girl, oy oy, you stone-hearted girl, oy oy, you wicked-hearted girl. She left and chose someone else My heart yaman! Leyli dear beloved (Persian-Armenian)      |
| Մինուճարիս մեղքացիր, Դլե յաման, (×3) Թույն մի ածա թեժ վերքիս ... Ա՜խ մերըդ մեռնի, սարի աղջիկ, օ՜յ, օ՜յ ... Քարի աղջիկ, օյ, օյ, Քար սիրտ աղջիկ, օյ, օյ, Չար սիրտ աղջիկ: Թույն մի ածա թեժ վերքիս ... Դլե յաման, լեյլի յար ջան.  | Take pity on my only child My heart yaman! (×3) Don't pour poison into (salt on) my wound. Akh! let your mother die! You mountain girl, oy oy you stone girl, oy oy, you stone-hearted girl, oy oy, you wicked-hearted girl. Don't pour poison into my wound My heart yaman! Leyli dear beloved.                        |
| Եղնիկ եմ՝ նետը կրծքիս, Դըլե յաման, (×3) Տիրել ես խելք ու մտքիս ... Ա՜խ մերըդ մեռնի, սարի աղջիկ, օ՜յ, օ՜յ ... Քարի աղջիկ, օյ, օյ, Քար սիրտ աղջիկ, օյ, օյ, Չար սիրտ աղջիկ: Տիրել ես խելք ու մտքիս ... Դլե յաման, լեյլի յար ջան. | I am a deer with an arrow in my chest My heart yaman! (×3) You have possessed my thoughts and my mind. Akh, may your mother die! You mountain girl, oy oy you stone girl, oy oy, you stone-hearted girl, oy oy, you wicked-hearted girl. You have possessed my thoughts and my mind. My heart yaman! Leyli dear beloved |

### Sarı Gəlinazeri

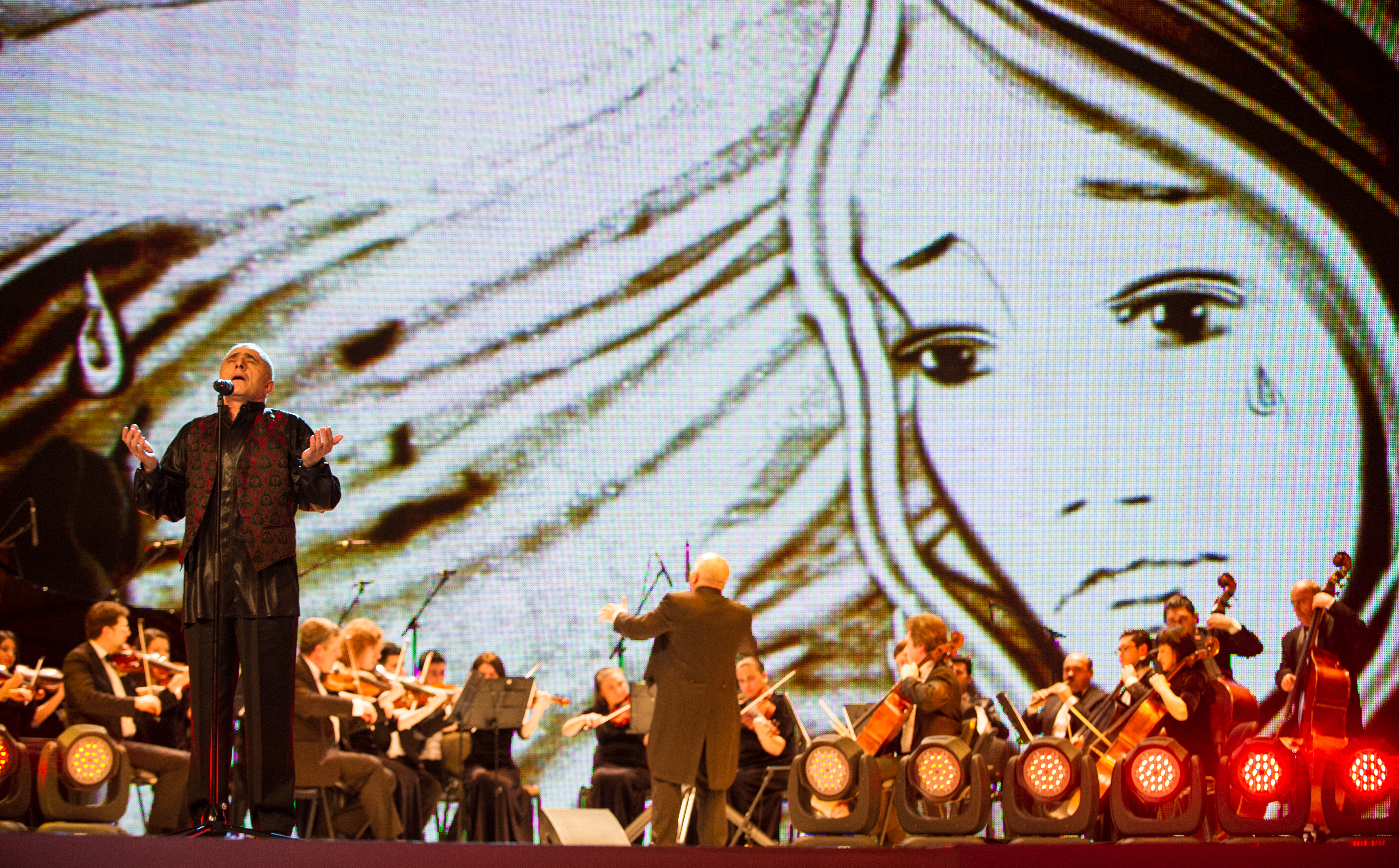
Alim Gasimov apresenta a versão azeri de "Sari Gelin" no Eurovisão 2012 em Baku.

No Azerbaijão, Sarı Gəlin (Loira Donzela) é uma lenda que simboliza o amor entre um muçulmano azeri e uma garota cristã armênia que são mantidos separados. 
Abaixo, a letra azeri com tradução inglesa:
| Saçın ucun hörməzlər, gülü sulu dərməzlər, Sarı Gəlin.                         | You don't braid the end of your hair, you don't pick a dewy flower. yellow (blond, fair) bride                                      |
| bu sevda nə sevdadır, səni mənə verməzlər; neynim aman, aman, (×2) Sarı Gəlin. | What a love is this love! they will not give you to me. what can I do? aman! (secure me! / help! / please!) aman! (×2) yellow bride |
| bu dərənin uzunu, çoban qaytar quzunu, Sarı Gəlin.                             | The tallest of this valley, shepherd, return the lamb, yellow bride.                                                                |
| nə ola bir gün görəm, nazlı yarın üzünü; neynim aman, aman, (×2) Sarı Gəlin.   | I wish that one day I could see the face of my playful love what can I do? aman! aman! (×2) yellow bride.                           |
| Gün ola mən bir görəydim Nazlı yarımın üzünü Neynim aman, aman (×2) Sarı gəlin | Could there be a day I would see (correct translation?) the face of my playful love what can I do? aman! aman! (×2) yellow bride.   |

### Sarı Gelinturco

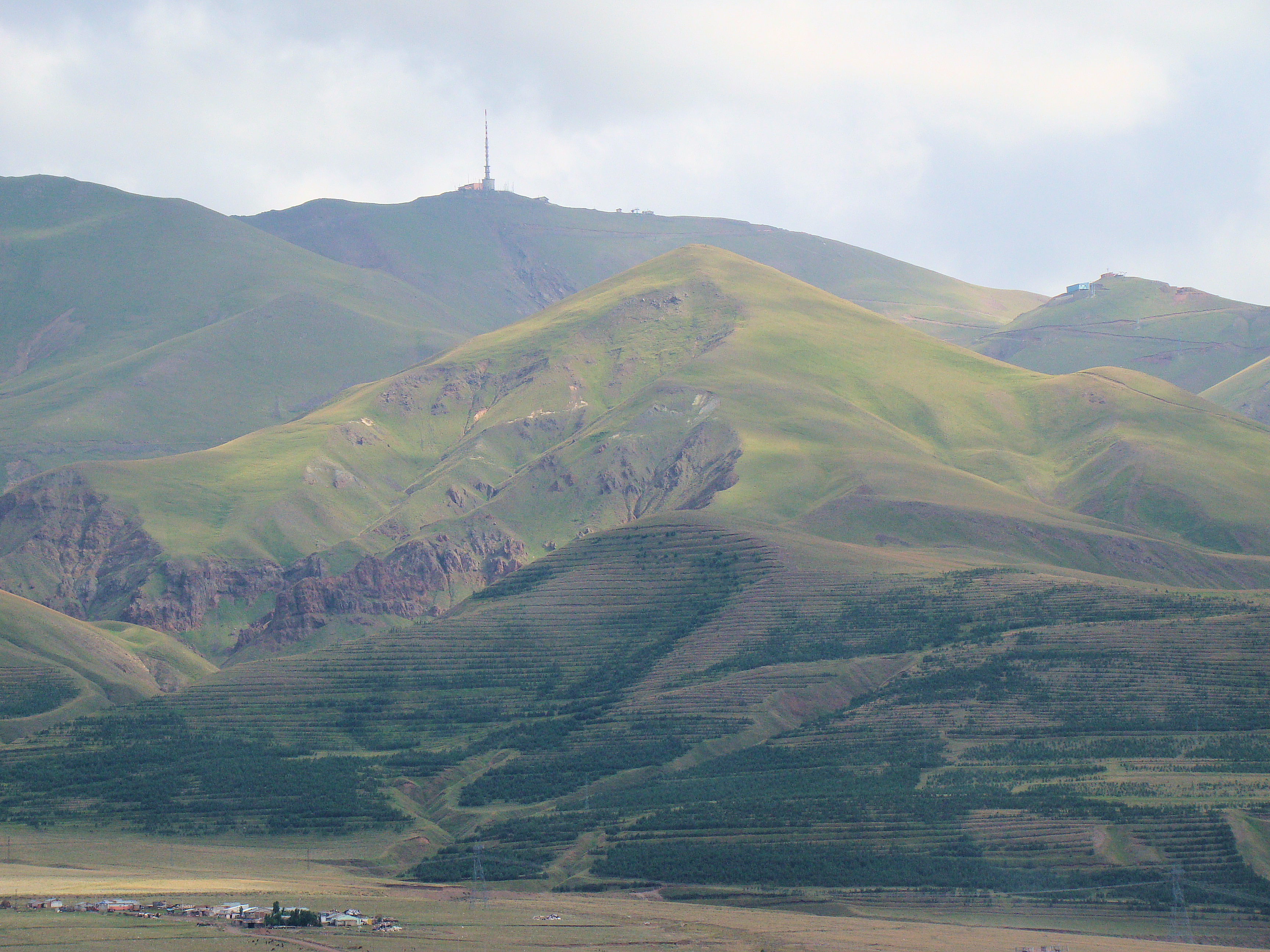
Montanha Palandöken na província de Erzurum

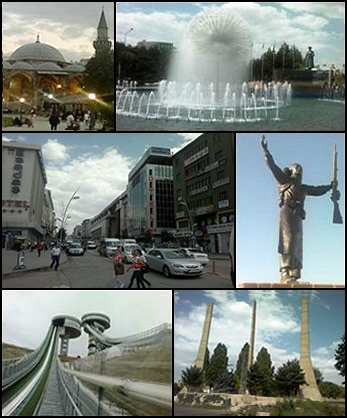
Cidade de Erzurum

Abaixo, a letra turca com tradução inglesa:
| Erzurum çarşı Pazar, leylim aman! aman! (×2) sarı gelin. İçinde bir kız gezer, ay! nenen ölsün, sarı gelin aman! (×3) suna yarim.                         | In the bazaar of Erzurum, my Leyli, aman! (secure me! / help! / please!) aman! (×2) yellow (or blond) bride. A girl is walking around, oh, may your grandma die! my yellow bride, aman! (×3) my tall beautiful dear.                                  |
| Elinde divit kalem, leylim aman! aman! (×2) sarı gelin. Dertlere derman yazar, / Katlime ferman yazar, ay! nenen ölsün, Sarı gelin aman! (×3) suna yarim. | With the paper/ink and pen in her hand my Leyli, aman! aman! (×2) yellow bride. She writes the prescription for my pains, / She writes the sentence to my assassination, oh, may your grandma die! my yellow bride aman, (×3) my tall beautiful dear. |
| Erzurum'da bir kuş var leylim aman! aman! (×2) sarı gelin. Kanadında gümüş var, ay! nenen ölsün, sarı gelin aman! (×3) suna yarim.                        | There's a bird (girl) in Erzurum my Leyli, aman! aman! (×2) yellow bride. It (She) has silver in its wings, oh, may your grandma die! my yellow bride, aman! (×3) my tall beautiful dear.                                                             |
| Palandöken güzel dağ, leylim aman! aman! (×2) sarı gelin. Altı mor sümbüllü bağ ay nenen ölsün sarı gelin aman! (×3) suna yarim.                          | Palandoken is a beautiful mountain, my Leyli, aman! aman! (×2) yellow bride. Underneath has garden with purple hyacinth, oh, may your grandma die! my yellow bride aman! (×3) my tall beautiful dear.                                                 |
| Vermem seni ellere, leylim aman! aman! (×2) sarı gelin. Niceki bu halimse, ay! nenen ölsün, sarı gelin aman! (×3) suna yarim.                             | I don't give you to others, my Leyli, aman! aman! (×3) yellow bride. Till I am well (alive), oh, may your grandma die! my yellow bride, aman! (×2) My tall beautiful dear.                                                                            |

### Ser Le Ser Ranîcurdo
Existem versões desta canção em Sorani,  uma língua curda predominantemente falada no Irã e no Curdistão iraquiano. Uma dessas versões foi interpretada por Mohammad Mamle, conhecido cantor curdo. A letra, com tradução inglesa, segue abaixo:
| Yar bo min bê wefa bû Ser leser rranî, taku beyanî Bûn be mîwanî nazenînim | My boyfriend was not faithful for me He put his head on her thigh until the morning She was my lover's (new) guest |
| Dostî namîhrebanî Ser leser rranî, taku beyanî Bûn be mîwanî nazenînim     | He is not a merciful lover He put his head on her thigh until the morning She was my lover's (new) guest           |
| Zorim hewll legel da Ser leser rranî, taku beyanî Bûn be mîwanî nazenînim  | I've tried so hard with him He put his head on her thigh until the morning She was my lover's (new) guest          |
| Bê xeber bûm nemzanî Ser leser rranî, taku beyanî Bûn be mîwanî nazenînim  | I didn't know about it He put his head on her thigh until the morning She was my lover's (new) guest               |

### Dāman Kešānpersa
A versão persa é intitulada como Dāman Kešān (دامن کشان) ou Sāqi e Mey Xārān (ساقی می خواران). Letra persa com tradução inglesa seguem abaixo:
| ،دامن کشان ،ساقی می خواران ،از کنار یاران ،مست و گیسو افشان .می گریزد                            | Dragging her skirt, The cup-bearer of wine drinkers, past her suitors/friends, inebriated and with flowing hair, flees.                                                             |
| ،در جام می ،از شرنگ دوری ،وز غم مهجوری ،چون شرابی جوشان .می بریزد                                | In the goblet of wine, from the sorrow of separation, and from the grief of parting, like boiling wine, she pours.                                                                  |
| دارم قلبی لرزان ز غمش؛ .دیده شد نگران ،ساقی می خواران ،از کنار یاران ،مست و گیسو افشان .می گریزد | I have a heart trembling because of her sorrow; my eyes have become distressed. The cup-bearer of wine drinkers, past her suitors/friends, inebriated and with flowing hair, flees. |
| دارم چشمی گریان ز رهش؛ .روز و شب بشمارم تا بیاید                                                 | I have an eye crying before her way; I count days and nights until she comes. |
| آزرده دل ،از جفای یاری ،بی وفا دلداری ،ماه افسونکاری .شب نخفتم                                   | Heartbroken from the anguish of a sweetheart, a disloyal beloved, a charming moonlike beauty, I didn't sleep at night.                                                              |
| با یادش تا ،دامن از کف دادم ،شد جهان از یادم .راز عشقش در دل تا نهفتم                            | With her memory, as I lost control, I forgot the world, while I hid the secret of her love in my heart.                                                                             |
| ز چشمانش ریزد به دلم .شور عشق و امید ،دامن از کف دادم ،شد جهان از یادم .راز عشقش در دل تا نهفتم  | From her eyes she pours into my heart the sensation of love and hope. I lost control, I forgot the world, while I hid the secret of her love in my heart.                           |
| دارم چشمی گریان ز رهش؛ .روز و شب بشمارم تا بیاید                                                 | I have an eye crying before her way; I count day and night until she comes. |

### Απ΄ τον Έρωτα στον Αχέροντα(Ap ton Erota ston Akheronta) grego
O compositor da música é desconhecido. A letra foi escrita por Christos C. Papadopoulos. 